# Устель, Унал
Унал Устель (тур. Ünal Üstel; род. 4 января 1955, Пафос) — турецко-киприотский политик, премьер-министр частично признанной Турецкой Республики Северного Кипра с 12 мая 2022 года.

## Биография
Родился 4 января 1955 года в Пафосе.
В 1983 году окончил стоматологический факультет Стамбульского университета. После возвращения на Северный Кипр, в 1991 году был избран на дополнительных выборах в Ассамблею Республики в избирательном округе Гирне в качестве члена Национального партии «Единство» и стал вице-президентом палаты, эту должность он занимал с 2001 по 2002 год. Устель был переизбран в 2003 году, а затем вернулся в собрание в 2009 году, снова был переизбран в 2013 году, прежде чем стать вице-президентом палаты во второй раз с 4 сентября 2013 по 9 октября 2015 года.
6 апреля 2011 года Устель стал членом правительства Ирсен Кучук в качестве министра туризма, культуры, молодёжи и окружающей среды.
С 20 февраля 2021 по 5 ноября 2021 года — министр здравоохранения.
21 февраля 2022 года стал министром внутренних дел после формирования нового правительства.
Юстель вступил в должность премьер-министра Северного Кипра 12 мая 2022 года после успешного формирования правительства.

## Личная жизнь
Женат и имеет двоих детей.